# Allysha Chapman
Allysha Chapman, född 25 januari 1989 i Oshawa, är en kanadensisk fotbollsspelare som spelar för Houston Dash.
Chapman blev olympisk bronsmedaljör i fotboll vid sommarspelen 2016 i Rio de Janeiro. Vid olympiska sommarspelen 2020 i Tokyo var Chapman en del av Kanadas lag som tog guld.